# Fundente
Os fundentes, também denominados de escorificantes ou fluxantes, no processo siderúrgicos, ou seja, indústrias de produção de metais ferrosos, apresentam diversas funções, como favorecer a retenção de impurezas e reduzir a temperatura do processo por uma série de mecanismos. Dentre eles, a dissolução da ganga, ou escória, com objetivo de formar uma solução com menor temperatura liquidus. Os fundentes são essenciais na produção do aço, sendo utilizados desde o alto forno até o refino e nos outros metais permite processos economicamente mais viáveis.
Por terem relativamente menos impacto ambiental, os óxidos e carbonatos são os fundentes mais utilizados. Entre eles, estão os óxidos de cálcio, de magnésio, de silício, de bário e outros, ou carbonatos como calcário, dolomita e magnesita. A fluorita é um fundente eficiente também, pode ser um exemplo de fundentes menos utilizados, devido ao desgaste intenso dos materiais refratários e liberar gases tóxicos para o meio ambiente.

Para se ter uma ideia, a carga do alto forno para a produção de 1 tonelada de Ferro Gusa é composta por 1,7 toneladas de minério (Fe2O3 + ganga), 0,25 toneladas de calcário (CaCO3), 0,5 tonelada de carvão mineral e 2 toneladas de ar (H2O, N2, O2).

A adição do fundente calcário é fundamental. Pode-se analisar a sua importância na reação da escória, ou escoramento:
CaCO3 → CaO +CaO2
CaO + SiO2→ CaSiO3 (escória)
Neste caso, o calcário desempenha o papel de dissolução da escória, ao reagir com o óxido de silício (SiO2), transformando-se em silicato de cálcio. Este, por sua vez, serve como proteção do ferro contra o meio para não ocorrer oxidação do metal. Essa escória pode ser utilizada para fabricação de tijolos, blocos e concretos posteriormente.

Na tabela abaixo temos os principais fundentes utilizados e os materiais aplicados:
| Material                | Aplicação                                             | Função |
| Calcário (CaCO3)        | Produção de ferro-gusa e aço                          | Remove impurezas como a sílica (SiO2), formando escória de silicato de cálcio (CaSiO3), e evita a oxidação do metal. |
| Dolomita (CaMg(CO3)2)   | Produção de ferro-gusa, aço e ligas metálicas         | Semelhante ao calcário, adiciona magnésio à escória, melhorando a fluidez e reduzindo a temperatura de fusão.        |
| Magnesita (MgCO3)       | Produção de aço e outros metais não ferrosos          | Forma escórias básicas, ajudando a remover impurezas como enxofre (S) e fósforo (P) durante o refino do aço.         |
| Fluorita (CaF2)         | Refino do aço e produção de alumínio                  | Baixa o ponto de fusão da escória, facilitando a remoção de impurezas, embora tenha impacto ambiental negativo.      |
| Óxido de Cálcio (CaO)   | Produção de ferro-gusa e aço                          | Remove impurezas através da formação de escórias, melhorando a qualidade do aço ao eliminar enxofre e fósforo.       |
| Óxido de Magnésio (MgO) | Produção de aço e ligas de magnésio                   | Controla a basicidade da escória, facilitando a purificação do metal e protegendo os refratários do desgaste.        |
| Sílica (SiO2)           | Produção de ligas de ferro-silício e refino de metais | Forma escórias ácidas em certas condições de fusão e refino.                                                         |

Fonte: Romeiro, 1997